# 2006年7月广东

## 7月28日
- 台风格美对广东造成重大损失，8个市39个县受灾，死亡5人，乐昌、龙川两县城受淹。新华网

## 7月25日
- 潮汕民用机场的征地拆迁包干协议在揭阳市签字，该机场的建设项目开始实质性启动。新华网

## 7月18日
- 哥德堡号抵达广州，瑞典国王卡尔十六世·古斯塔夫和王后西尔维娅随船登陆，对中国进行友好访问。新浪网（页面存档备份，存于）

- 因为水灾中断运行达3天之久的京广线铁路全线恢复通车。新华网

## 7月16日
- 强热带风暴“碧利斯”给广东的韶关、潮州、惠州、梅州、汕头、河源、清远、揭阳等八个地级市带来严重的水灾，死亡人数达33人。新华网

## 按月存档的广东新闻动态
- 2006年：3月、4月、5月、6月、7月、8月、9月、10月、11月、12月
- 2007年：1月、2月
- 2008年
- 2009年：8月